# Giải PFCS cho nam diễn viên phụ xuất sắc nhất
Giải PFCS cho nam diễn viên phụ xuất sắc nhất là một giải của Hội các nhà phê bình phim thành phố Phoenix (Hoa Kỳ) dành cho nam diễn viên đóng vai phụ trong một phim, được bầu chọn là xuất sắc nhất. Giải này được lập từ năm 2000.

## Các người đoạt giải

### Thập niên 2000
| Năm  | Diễn viên                | Phim                                          | Vai diễn                 |
| ---- | ------------------------ | --------------------------------------------- | ------------------------ |
| 2000 | Ben Kingsley             | Sexy Beast                                    | Don Logan                |
| 2001 | Billy Bob Thornton       | Bandits                                       | Terry Lee Collins        |
| 2002 | Chris Cooper             | Adaptation.                                   | John Laroche             |
| 2002 | Dennis Quaid             | Far from Heaven                               | Frank Whitaker           |
| 2003 | Sean Astin               | The Lord of the Rings: The Return of the King | Samwise "Sam" Gamgee     |
| 2003 | Ken Watanabe             | The Last Samurai                              | Katsumoto                |
| 2004 | Thomas Haden Church      | Sideways                                      | Jack Lopate              |
| 2005 | Jake Gyllenhaal          | Brokeback Mountain                            | Jack Twist               |
| 2006 | Jack Nicholson           | The Departed                                  | Francis "Frank" Costello |
| 2007 | Javier Bardem            | No Country for Old Men                        | Anton Chigurh            |
| 2008 | Heath Ledger (truy tặng) | The Dark Knight                               | The Joker                |

Bản mẫu:PFCS Awards Chron